# پایکارد
پایکارد (انگلیسی: PYCARD) که گاهی با نام «ASC» (پروتئین ذره‌ای‌شکل وابسته به آپوپتوز حاوی یک CARD) یک پروتئین است که در انسان‌ها توسط ژن «PYCARD» می‌شود.
این پروتئین بیشتر در هسته یاخته، مونوسیت‌ها و ماکروفاژها دیده می‌شود اما قادر است به‌سرعت جای خود را تغییر داده و به سیتوپلاسم، فضای اطراف هسته، شبکه آندوپلاسمی و میتوکندری بیاید و مهترین پروتئین واسط در فعال‌سازی اینفلامازوم است.